# Лилиту
Лилиту (л ɪ л ɪ θ; на иврит: לִילִית– Лилит) е фигура в еврейската митология. Често е смятана за опасен демон на нощта. Може да бъде свързана отчасти с исторически по-ранен клас женски демони (лилиту) от древната месопотамска религия, открит в клинописните текстове на Шумер, Акадска империя, Асирия и Вавилония.
В еврейския фолклор, от азбуката на Сирах (ок. 700 – 1000 г. пр.н.е.), Лилит се явява като първата жена на Адам, която е създадена по същото време (Рош Хашана) и от същата глина като Адам – сравнете Битие 1 : 27. (Това контрастира с Ева, която е създадена от едно от ребрата на Адам: Битие 2:22). Легендата се е развила широко през Средновековието, в традицията на Агада, Зохар и еврейския мистицизъм. Например в съчиненията на Исаак бен Якоб ха-Коен от 13 век, Лилит напуска Адам, след като тя отказва да му се подчини и след това не се връща в Райската градина.
Другото име на Лилит е Ехидна.

## Месопотамска митология

### Етимология на името
На иврит: לילית , на акадски: Līlītu е женско Нисба прилагателно от прото-семитския корен LYL – „нощ“, буквално се превежда като „женско нощно божествено същество/демон (отново в гръцкия смисъл)“, въпреки че има примери в клиновидната писменост, където името се среща и като Līlīt, и като Līlītu, където отново се описва като демон, който носи болести.
Възможна е също така и асоциация не с „нощ“, а с „дух“, като се вземе предвид, че акадската Lil-itu е езикова заемка от шумерската дума lil, която означава именно „дух“. Още по-осезаема е връзката с шумерската „Нинлил“ (името на която означава „Женски дух“), богиня на южния вятър и съпруга на Енлил.
В акадската дума от мъжки род līlû не присъства нисба, суфиксът и може да бъде сравнена с шумерската (kiskil-) lilla.

### Кисикил-лиллаке
Лилиту, също така се идентифицира и с ki-sikil-lil-la-ke, е женско божество в пролога на Епос за Гилгамеш. Ki-sikil-lil-la-ke понякога се среща и като девойката на Лилу, компаньонка, негова любима. Описвана е като „тази, която радва сърцата“ и „тази, която пищи постоянно зловещо“. Друго женско божество (или просто епитет на Лилит) е споменатата покрай Ki-sikil-lil-la-ke: Ki-sikil-ud-da-ka-ra или „тази, която краде светлината“ или „тази която владее светлината“ и се възприема като луната.
Релефът на скулптура на жена с крака на птица, а от двете ѝ страни има по една сова (забулена сова) датира към Старовавилонския период (XX в. пр. Хр.). Най-вероятно релефът показва Инана или нейната сестра от подземния свят Ерешкигал, а това е и причината днес някои учени да оспорват връзката на релефа с Лилиту/Лилаке. Релефът е бил закупен от Британския музей в Лондон по случай неговия 250-годишен юбилей. Оттогава получава името „Царицата на нощта“ и с това име обикаля музеи из цяла Великобритания. Подобен релеф от същия период има и във френския музей Лувър (AO 6501).
- „Царицата на нощта“, 1950 г. пр. Хр.
- „Царицата на нощта“, релефът някога е бил боядисан в червено (Британски музей, Лондон)

### Демоните Лилиту
Най-ранното споменаване на демон, подобен на Лилиту/Лилит и нейната компаньонка Лиллаке/Лилит, е в шумерския царски списък, където се споменава за бащата на Гилгамеш – Лиллу. За него е известно съвсем малко, но от това което се знае е, че Лиллу (или още Лилу или Лила) се промъква в женските сънища и има функцията на „оплодител“/инкуб, докато жена му (Лилиту) властва над мъжките еротични сънища. По-нататък подобни качества извикват в съзнанието ни асоциацията между семитските имена Лила и Лилиту, именно тези от лалу, или бълнуванията за лулу, означаваща похотливост.
За асирийската Лилиту се е казвало, че се жертвала за децата и жените. Също така е описвана и асоциирана и с лъвовете, бурите, болестите и пустинята. В ранните ѝ изображения е представена с крака на граблива птица и крила (птицата Цу). Птиците Цу са се смятали за силно сексуално агресивни към мъже, но не са могли да се размножават нормално. Живеели са само в сухи и пустинни места. Считало се, че шумерския демон от женски пол Димм и мъжкият вятърен демон Пазузу могат да им противодействат.
Друг демон на нощта и бурите от същия клас и период: Лилу (инкуб); Ардат Лили („прислужницата на Лилиту“), която идвала в сънищата на мъжете и раждала деца от тях; и Ирду Лили, инкубът двойник на Ардат Лили. Тези демони са били изначалните демони на ветровете и бурите, по-късно обаче, етимологията ги превърнала в нощни демони.
Епитетът на Лилиту бил „Красивата девойка“. Описвана била като жена, която няма кърма и е неспособна да роди дете.
Вавилонски текстове описват Лилиту като проститутката на богинята Ищар. Също така, по-старите шумерски твърдят, че Лилиту е и името на прислужницата на Инана, наричана още и „ръката на Инана“. В тези текстове се казва също и че „Инана изпрати красивата и неомъжена, съблазнителна проститутка Лилиту вън на полето и по улиците където мъжете, уловени като риби, се редяха“. Ето защо Лилиту е наричана още и „ръката на Инана“.
Лилиту, акадското Ардат Лили и асирийското Ла-бар-ту са властвали над храмовата проституция. Ардат произхожда от „ардату“, дума, с която наричали проститутките и младите, неомъжени жени, означаваща „девственица“. Като Лилиту, Ардат Лили била обект на желания и uncleanliness. Един магичен текст разказва за това как Ардат Лили дошла да „обладае“ болен човек. Други текстове считат, че Ламащу е „ръката на Инана“/Ищар, а не Лилиту или Ардат Лили.
Освен това, Лилиту бива асоциирана и с птицата Анцу/Цу, името на която се превежда като „кукумявка“, но по-често се среща като „орел“, „лешояд“, или птица на прерийните лъвици или като змия, които след това стават нейни култови животни, понеже се считат за нейни представители (чрез тях богинята се появява пред хората). Оттук идва по-късно в Кабала схващането на Лилиту като змията в Райската градина и асоциацията ѝ със змията като символ на подземния свят. Други легенди описват злонамерените птици Анцу като „лъвска глава“ и ги изобразяват като чудовища към този по-късен амулет от сайта на Арслан Таш, съдържа сфинкс като същество с крила, поглъщащо дете и има заклинание срещу Лилит или подобни демони.
Ламащу (Лятната Димм) била много подобен на Лилиту месопотамски демон (Лилиту наследява много от начина на възприемане на Ламащу, митовете за нея и поведението ѝ като цяло).
Съществували много заклинания срещу нейното положение на „дъщеря на небето“ и упражняването на свободната ѝ воля над децата, като това я различава от останалите демони в Месопотамия. За разлика от нейната демонична свита, Ламащу не получавала заповеди от боговете да извършва злодеяния, те били плод на нейното желание и безгранична злоба. Тя прелъстявала мъжете, вредяла на бременните жени, майките и новородените, пиела кръв, причинявала болести и смърт. Някои заклинания я описват като „седем вещици“.
Разстоянието между краката ѝ е като това на скорпион, съответно отговаря на съзвездието Скорпион. (Счита се, че съзвездието Скорпион „управлява“ гениталиите и сексуалните органи.) Тя е с лъвска глава, с крака на птицата Анцу, също като Лилиту и се изобразява стъпила върху лъвове.
Други два месопотамски демона, които имат връзка с Лилиту са Галлу и Алу. Алу е безполов демон, който краде женски „атрибути“, но впоследствие получава пол и става мъжки демон. Алу приличал на уличен скитник, като улично куче, бродел нощем, промъквал се в спалните на хората и ги плашел. Описван бил като полу-човек, полу-дявол. В еврейската митология се появява под името Айло. Счита се, че това е едно от имената на Лилит. В други текстове Айло е дъщеря на Лилит, която се сношавала с мъжете.
Друг демон е Галлу от групата на Утукку. По-късно Галлу се появява и под имената: Гелло, Гило или Гиллу в гръцката митология, където е описан като демон, който краде и убива деца. Счита се и за образ, подобен на Гилу (при евреите) и също така и за още едно от имената на Лилит.

## Еврейски традиции
В иврит Библията:
| „          | Дивите котки ще се срещат там с хиените, И пръчът ще провиква към другаря си; Тоже и бухалът ще се настани там Като си намира място за почивка. | “ |
| Исая 34:14 | |   |

Съществува староеврейската традиция, според която на врата на новородените момченца се слагал амулет, на който били изписани имената на три ангела (Сеной, Сансеной, и Семангелов), за да ги предпазят от Лилин до обрязването им. Друга еврейска традиция е да се изчака три години, преди да се подстриже косата на момчето, за да заблудят Лилит, че детето е момиче, за да се спаси животът му.
Древният митологичен образ на Лилит представлява нощен женски демон, който в Талмуда е описан като крилат демон с лице на жена и дълги коси.
Талмуда, се позовава на словата от книга Битие, където се говори, че след смъртта на Авел, Адам живял 130 (230) години, преди да му се „роди син, по подобие (и) по свой образ“ Битие, 5:3. От това се правят изводи, че след грехопадението Адам се разделил с жена си за 130 години, през които му се раждали деца които са не „по подобие негово“ – тоест духове, демони и „лилин“ (мн. ч. от Лилит), от съвкупление с демони от женски пол.
В друго древно еврейско предание, срещащо се в апокрифните еврейски съчинения на Алфавит Бен-Сира и мидраш Ялкут Реувени, Лилит е описана като първата жена на Адам, създадена от Бог от кал и тиня преди сътворението на Ева. В Алфавита на Бен-Сир също се казва, че Лилит отказала да се подчини на мъжа си и го напуснала. Книга на Зогар също казва, че жена на Адам до сътворяването на Ева е била демоницата Лилит, което по тълкуванието на Кабала, в голяма степен е определило произхода на злото в човешкото общество.

## Лилиту в епохата на Романтизма
За литературата, Лилит е преоткрита в епохата на Романтизма, след повече от 600-годишна забрава, в първа част на творбата „Фауст“ (1808 г.) на знаменития Гьоте.

Фауст:

Коя е тази?
Мефистофел:

Зорко виж я сам!
Лилит!
Фауст:

Коя?
Мефистофел:

Жената първа на Адам!

Опасна е косата ѝ красива,

че само с този накит тя блести!

Но с него млад мъж, ако заувива,

не ще го изтърве. Пази се ти!

След като Мефистофел предупреждава Фауст, иронично го приканва да танцува с „Красивата Вещица“. Лилит и Фауст водят кратък диалог, по време на който тя си спомня за миговете, прекарани в Рая.

Фауст:

(Танцувайки с младата)

Присъни ми се хубав сън,

едно дърво видях навън,

две ябълки блестяха там,

омамен, покачих се сам!
Красивата:

Ах, тези ябълчици две!

Нима пак раят ви зове?

Трепти от радост мойта гръд,

в градината ми те растат!

### Робърт Браунинг и Лилиту
Викторианският поет Робърт Браунинг пише за Лилит в поемата си „Адам, Лилит и Ева“, публикувана за първи път през 1883. В нея са използвани митове свързани с триадата Адам, Лилит и Ева. Авторът обрисува Лилит и Ева като приятелки, седнали от двете страни на Адам.
Пред лицето на Смъртта, от една страна Ева споделя, че никога не е обичала Адам, а Лилит ѝ признава, че таи в душата си безгранична любов към него:

Докато най-силната отрова напусна устните ми,

Аз си помислих: "Ако въпреки лъжата,

Той махне маската от душата ми с целувка – 

Аз пълзя, негова робиня – духом, тялом и въобще!

[…]
Браунинг

Авторът се фокусира върху емоционалността на Лилит, а не на нейната демонична същност, позната от старите митове.